# 第37回全国地域サッカーリーグ決勝大会
第37回全国地域サッカーリーグ決勝大会（だい37かいぜんこくちいきサッカーリーグけっしょうたいかい）は、2013年11月8日から11月24日まで、青森県、兵庫県、山口県及び新潟県で開催された全国地域サッカーリーグ決勝大会(現・全国地域サッカーチャンピオンズリーグ)である。

## 概要
基本的な大会のレギュレーションは前年と同じだが、日本フットボールリーグ (JFL) への昇格については、翌2014年発足のJ3リーグ (J3) へ参入するJFLチームを補填するために、本大会の上位3チームがJFLへ自動昇格（前年までは2チームが自動昇格・1チームが入れ替え戦出場）することにとなった。また、JFL入れ替え戦試合実施要項にて「ただし、J3入会チーム数が決定し、JFLのリーグ編成上必要と認められた場合は入会チーム数が増減する場合もある」と定めており、前述の3チーム以外の自動昇格の可能性についても言及されている。
また、J3参入クラブの選定にあたっても本大会の成績が参考にされることになっている。なお、レギュレーション発表時点でJ3参入の可能性を残す3つのJリーグ準加盟クラブのうち、グルージャ盛岡は東北リーグ1部優勝で本大会出場決定、レノファ山口FCは中国リーグ3位ながらも第49回全国社会人サッカー選手権大会（全社）優勝により本大会出場決定した一方、アスルクラロ沼津は東海リーグ1部4位で全社への出場権も逃しており本大会の出場を逃した。
茨城県リーグ1部所属のジョイフル本田つくばFCが全社で4位に入賞した事により当大会への出場権を獲得した。地域1部以外のチームが全社を経由して当大会に出場するのは、第35回大会（2011年）の東京23FC以来2チーム目となる。しかし、JFL開催に必要なスタジアムがつくば市内に存在しないことを理由に、本大会でJFL昇格に必要な成績をおさめても昇格しないことを表明した。

## 会場
1次ラウンド
| 組 | 試合会場名                             | 所在地         | 画像 |
| -- | -------------------------------------- | -------------- | ---- |
| A  | 十和田市高森山総合運動公園球技場       | 青森県十和田市 |      |
| B  | 五色台運動公園（アスパ五色）サッカー場 | 兵庫県洲本市   |      |
| C  | 維新百年記念公園陸上競技場             | 山口県山口市   |      |

決勝ラウンド
| 試合会場名                     | 所在地         | 画像 |
| ------------------------------ | -------------- | ---- |
| 新発田市五十公野公園陸上競技場 | 新潟県新発田市 |      |

## 出場チーム
1. 2013年度各地域リーグ優勝チーム (9チーム)
  - 北海道：ノルブリッツ北海道
  - 東北1部：グルージャ盛岡
  - 関東1部：FC KOREA
  - 北信越1部：サウルコス福井
  - 東海1部：マルヤス工業
  - 関西1部：FC大阪
  - 中国：ファジアーノ岡山ネクスト
  - 四国：FC今治
  - 九州：ヴォルカ鹿児島
2. 第49回全国社会人サッカー選手権大会出場チームより最大3チーム（ベスト4以上かつ地域リーグ優勝により出場権を得ていないチーム）
  - 1位：レノファ山口FC（中国3位）
  - 4位：ジョイフル本田つくばFC（茨城県1部2位）
    - 2位のグルージャ盛岡（東北1部1位）は出場権獲得済み、3位のFC岐阜SECOND（東海1部2位）は出場辞退。
3. 上記の条件で12チームに満たない場合は「2010年6月末の全国社会人サッカー連盟加盟登録チームの多い順番」で巡回し輪番により補充する（2013年度は九州→東海→北海道の順）。
  - 九州2位：FC KAGOSHIMA[4]

## 試合方式
- 1次ラウンドは出場12チームを3つに分け、4チームが1回戦総当たりリーグ戦を戦う。各組1位の3チームと、各組2位のうち最上位チームの計4チームが決勝ラウンドに進出する。決勝ラウンドは4チームが1回戦総当たりリーグ戦を戦う。
- 試合は90分（45分ハーフ）で、同点の場合は延長戦を行わず、PK戦により勝敗を決める。
- 1次ラウンド・決勝ラウンドとも、試合ごとに勝ち点（90分での勝利=3、PK戦勝利=2、PK戦敗戦=1、90分での敗戦=0）を与え、3試合での累計勝ち点により順位を決定する。同勝ち点の場合は得失点差→総得点数→当該チーム間の対戦成績（各グループ2位の最上位を決める場合には比較対象としない）→PK戦における得失点差（PK戦の回数が異なる場合は比較対象としない）で優劣を定め、それでも差がつかない場合は抽選とする。

## 試合スケジュール

### 1次ラウンド

#### Aグループ
| 番 | チーム             | 点 | 試 | 勝 | P勝 | P敗 | 敗 | 得 | 失 | 差 |
| -- | ------------------ | -- | -- | -- | --- | --- | -- | -- | -- | -- |
| A1 | グルージャ盛岡     | 7  | 3  | 2  | 0   | 1   | 0  | 6  | 1  | +5 |
| A3 | FC KAGOSHIMA       | 6  | 3  | 2  | 0   | 0   | 1  | 6  | 2  | +4 |
| A2 | FC KOREA           | 3  | 3  | 1  | 0   | 0   | 2  | 4  | 7  | -3 |
| A4 | ノルブリッツ北海道 | 2  | 3  | 0  | 1   | 0   | 2  | 1  | 7  | -6 |

| #1 | 2013年11月8日 10:45 |

| グルージャ盛岡                              | 3 - 0          | FC KOREA |
| 高瀬証 30分 · 小林亮太 42分 · 征矢智和 83分 | 公式記録 (PDF) |          |

| 十和田市高森山総合運動公園球技場 観客数: 125人 主審: 清水修平 |

| #2 | 2013年11月8日 13:30 |

| FC KAGOSHIMA                  | 2 - 0          | ノルブリッツ北海道 |
| 山本啓人 24分 · 栗山裕貴 76分 | 公式記録 (PDF) |                    |

| 十和田市高森山総合運動公園球技場 観客数: 100人 主審: 西山貴生 |

| #7 | 2013年11月9日 10:45 |

| グルージャ盛岡                | 2 - 0          | FC KAGOSHIMA |
| 佐藤幸大 58分 · 小林亮太 76分 | 公式記録 (PDF) |              |

| 十和田市高森山総合運動公園球技場 観客数: 291人 主審: 柿沼亨 |

| #8 | 2013年11月9日 13:30 |

| FC KOREA                                    | 4 - 0          | ノルブリッツ北海道 |
| 姜豪 29分, 60分 · 卞栄将 51分 · 権載龍 71分 | 公式記録 (PDF) |                    |

| 十和田市高森山総合運動公園球技場 観客数: 113人 主審: 林可人 |

| #13 | 2013年11月10日 10:45 |

| グルージャ盛岡           | 1 - 1          | ノルブリッツ北海道                  |
| 岡田祐政 90分            | 公式記録 (PDF) | 山田庸介 76分                       |
|                          | PK戦           |                                     |
| 岡田祐政 林勇介 富井英司 | 1 - 4          | 名雪遼平 畠山直人 三浦功司 土田真也 |

| 十和田市高森山総合運動公園球技場 観客数: 124人 主審: 清水修平 |

| #14 | 2013年11月10日 13:30 |

| FC KOREA | 0 - 4          | FC KAGOSHIMA                                                |
|          | 公式記録 (PDF) | 谷口堅三 49分 · 山内智裕 52分 · 栗山裕貴 68分 · 辻勇人 70分 |

| 十和田市高森山総合運動公園球技場 観客数: 82人 主審: 柿沼亨 |

#### Bグループ
| 番 | チーム         | 点 | 試 | 勝 | P勝 | P敗 | 敗 | 得 | 失 | 差 |
| -- | -------------- | -- | -- | -- | --- | --- | -- | -- | -- | -- |
| B4 | ヴォルカ鹿児島 | 9  | 3  | 3  | 0   | 0   | 0  | 8  | 1  | +7 |
| B1 | FC大阪         | 6  | 3  | 2  | 0   | 0   | 1  | 6  | 3  | +3 |
| B3 | レノファ山口   | 2  | 3  | 0  | 1   | 0   | 2  | 3  | 5  | -2 |
| B2 | マルヤス工業   | 1  | 3  | 0  | 0   | 1   | 2  | 3  | 11 | -8 |

| #3 | 2013年11月8日 10:45 |

| FC大阪                                                        | 5 - 1          | マルヤス工業  |
| 川西誠 7分, 18分, 36分 · 白方淳也 56分 (PK) · 小田原匡 90+3分 | 公式記録 (PDF) | 平野雄也 20分 |

| 五色台運動公園（アスパ五色） 観客数: 153人 主審: 清水勇人 |

| #4 | 2013年11月8日 13:30 |

| レノファ山口  | 1 - 2          | ヴォルカ鹿児島              |
| 福原康太 39分 | 公式記録 (PDF) | 赤尾公 45+1分 · 中筋誠 69分 |

| 五色台運動公園（アスパ五色） 観客数: 205人 主審: 藤田和也 |

| #9 | 2013年11月9日 10:45 |

| FC大阪      | 1 - 0          | レノファ山口 |
| 川西誠 36分 | 公式記録 (PDF) |              |

| 五色台運動公園（アスパ五色） 観客数: 192人 主審: 権田智久 |

| #10 | 2013年11月9日 13:30 |

| マルヤス工業 | 0 - 4          | ヴォルカ鹿児島                                                  |
|              | 公式記録 (PDF) | 中筋誠 4分 (PK) · 永岩貞亮 16分 · 藤井竜 84分 · 山田裕也 90+3分 |

| 五色台運動公園（アスパ五色） 観客数: 215人 主審: 見付和昭 |

| #15 | 2013年11月10日 10:45 |

| FC大阪 | 0 - 2          | ヴォルカ鹿児島              |
|        | 公式記録 (PDF) | 中筋誠 29分 · 登尾顕徳 71分 |

| 五色台運動公園（アスパ五色） 観客数: 325人 主審: 権田智久 |

| #16 | 2013年11月10日 13:30 |

| マルヤス工業                          | 2 - 2          | レノファ山口                    |
| 河本章太郎 56分 · 正治崇寧 84分       | 公式記録 (PDF) | 福原康太 76分 · 田村隆生 90+2分 |
|                                       | PK戦           |                                 |
| 浜崎滋昌 河本章太郎 片山雄太 成瀬貴哉 | 2 - 4          | 飯塚亮 高田健吾 福原康太 馬場悠 |

| 五色台運動公園（アスパ五色） 観客数: 423人 主審: 清水勇人 |

#### Cグループ
| 番 | チーム                   | 点 | 試 | 勝 | P勝 | P敗 | 敗 | 得 | 失 | 差 |
| -- | ------------------------ | -- | -- | -- | --- | --- | -- | -- | -- | -- |
| C1 | ファジアーノ岡山ネクスト | 8  | 3  | 2  | 1   | 0   | 0  | 5  | 1  | +4 |
| C2 | サウルコス福井           | 6  | 3  | 2  | 0   | 0   | 1  | 6  | 7  | -1 |
| C4 | ジョイフル本田つくばFC   | 3  | 3  | 1  | 0   | 0   | 2  | 5  | 6  | -1 |
| C3 | FC今治                   | 1  | 3  | 0  | 0   | 1   | 2  | 3  | 5  | -2 |

| #5 | 2013年11月8日 10:45 |

| ファジアーノ岡山ネクスト                   | 3 - 0          | サウルコス福井 |
| 藤岡浩介 72分 (PK) · 幡野貴紀 85分, 90+2分 | 公式記録 (PDF) |                |

| 維新百年記念公園陸上競技場 観客数: 100人 主審: 大坪博和 |

| #6 | 2013年11月8日 13:30 |

| FC今治        | 1 - 2          | ジョイフル本田つくばFC    |
| 岡本剛史 28分 | 公式記録 (PDF) | 63分 (OG) · 柿沼圭志 82分 |

| 維新百年記念公園陸上競技場 観客数: 100人 主審: 佐藤誠和 |

| #11 | 2013年11月9日 10:45 |

| ファジアーノ岡山ネクスト                                                       | 1 - 1          | FC今治                                                                           |
| 幡野貴紀 63分                                                                  | 公式記録 (PDF) | 岡本剛史 90分                                                                    |
|                                                                                | PK戦           |                                                                                  |
| 坂本和哉 山本拓矢 西原誉志 新中剛史 加藤健人 板野圭竜 飯田涼 田中雄輝 宮田直樹 | 7 - 6          | 岡本剛史 平家英紀 中島徳洋 柏木健太郎 稲田圭哉 斉藤誠治 西田健吾 植村公亮 西田翼 |

| 維新百年記念公園陸上競技場 観客数: 200人 主審: 熊谷幸剛 |

| #12 | 2013年11月9日 13:30 |

| サウルコス福井                                                | 4 - 3          | ジョイフル本田つくばFC    |
| 堀内裕太 22分 · 梅井大輝 38分 · 亀山泰樹 86分 · 村上図夢 90分 | 公式記録 (PDF) | 深澤裕輝 64分, 65分, 77分 |

| 維新百年記念公園陸上競技場 観客数: 200人 主審: 西橋勲 |

| #17 | 2013年11月10日 10:45 |

| ファジアーノ岡山ネクスト | 1 - 0          | ジョイフル本田つくばFC |
| 宮田直樹 31分            | 公式記録 (PDF) |                        |

| 維新百年記念公園陸上競技場 観客数: 200人 主審: 大坪博和 |

| #18 | 2013年11月10日 13:30 |

| サウルコス福井      | 2 - 1          | FC今治        |
| 坂井優介 70分, 81分 | 公式記録 (PDF) | 岡本剛史 25分 |

| 維新百年記念公園陸上競技場 観客数: 200人 主審: 熊谷幸剛 |

#### 各グループ2位
| 組 | チーム         | 点 | 試 | 勝 | P勝 | P敗 | 敗 | 得 | 失 | 差 |
| -- | -------------- | -- | -- | -- | --- | --- | -- | -- | -- | -- |
| A  | FC KAGOSHIMA   | 6  | 3  | 2  | 0   | 0   | 1  | 6  | 2  | +4 |
| B  | FC大阪         | 6  | 3  | 2  | 0   | 0   | 1  | 6  | 3  | +3 |
| C  | サウルコス福井 | 6  | 3  | 2  | 0   | 0   | 1  | 6  | 7  | -1 |

### 決勝ラウンド
| 位   | チーム                   | 点 | 試 | 勝 | P勝 | P敗 | 敗 | 得 | 失 | 差 |
| ---- | ------------------------ | -- | -- | -- | --- | --- | -- | -- | -- | -- |
| A1位 | グルージャ盛岡           | 6  | 3  | 2  | 0   | 0   | 1  | 5  | 3  | +2 |
| C1位 | ファジアーノ岡山ネクスト | 5  | 3  | 1  | 1   | 0   | 1  | 1  | 1  | 0  |
| WC   | FC KAGOSHIMA             | 4  | 3  | 1  | 0   | 1   | 1  | 1  | 4  | -3 |
| B1位 | ヴォルカ鹿児島           | 3  | 3  | 1  | 0   | 0   | 2  | 6  | 5  | +1 |

| #19 | 2013年11月22日 10:45 |

| グルージャ盛岡                                      | 4 - 2          | ヴォルカ鹿児島            |
| 土井良太 15分, 66分 · 松田賢太 68分 · 佐藤幸大 70分 | 公式記録 (PDF) | 中筋誠 36分 · 井上渉 87分 |

| 新発田市五十公野陸上競技場 観客数: 118人 主審: 山本慎吾 |

| #20 | 2013年11月22日 13:30 |

| ファジアーノ岡山ネクスト        | 0 - 0          | FC KAGOSHIMA                        |
|                                 | 公式記録 (PDF) |                                     |
|                                 | PK戦           |                                     |
| 山本拓矢 呉大陸 新中剛史 飯田涼 | 4 - 2          | 山本啓人 前田将大 谷口堅三 水本勝成 |

| 新発田市五十公野陸上競技場 観客数: 102人 主審: 眞鍋久大 |

| #21 | 2013年11月23日 10:45 |

| グルージャ盛岡 | 1 - 0          | ファジアーノ岡山ネクスト |
| 岡田祐政 85分  | 公式記録 (PDF) |                          |

| 新発田市五十公野陸上競技場 観客数: 326人 主審: 金次雄之介 |

| #22 | 2013年11月23日 13:30 |

| ヴォルカ鹿児島                                      | 4 - 0          | FC KAGOSHIMA |
| 山田裕也 45分 · 永岩貞亮 62分 · 永畑祐樹 70分, 71分 | 公式記録 (PDF) |              |

| 新発田市五十公野陸上競技場 観客数: 230人 主審: 塚田智宏 |

| #23 | 2013年11月24日 10:45 |

| グルージャ盛岡 | 0 - 1          | FC KAGOSHIMA  |
|                | 公式記録 (PDF) | 山本啓人 86分 |

| 新発田市五十公野陸上競技場 観客数: 355人 主審: 塚田智宏 |

| #24 | 2013年11月24日 13:30 |

| ヴォルカ鹿児島 | 0 - 1          | ファジアーノ岡山ネクスト |
|                | 公式記録 (PDF) | 飯田涼 90分              |

| 新発田市五十公野陸上競技場 観客数: 290人 主審: 山本慎吾 |

## 最終結果
- 優勝：グルージャ盛岡 - J3リーグ (J3) へ参加[5]
- 2位：ファジアーノ岡山ネクスト - 日本フットボールリーグ (JFL) 昇格[6]
- 3位：FC KAGOSHIMA - 「鹿児島ユナイテッドFC」としてJFL昇格[6]
- 4位：ヴォルカ鹿児島 - 「鹿児島ユナイテッドFCセカンド」として地域リーグ（九州リーグ）残留

3位のFC KAGOSHIMAと4位のヴォルカ鹿児島は合併して鹿児島ユナイテッドFCとなったが、自動昇格枠である3位に入ったFC KAGOSHIMAを継承することとなり、4位のヴォルカ鹿児島はセカンドチームが継承することとなった。